# دهستان چایپاره پایین
چایپاره پایین، دهستانی است از توابع بخش زنجانرود شهرستان زنجان در استان زنجان ایران.

## جمعیت
براساس سرشماری سال ۱۳۸۵ جمعیت آن ۴٬۷۳۲ نفر (۱٬۰۴۳ خانوار) بوده‌است.